# Villefagnan
Villefagnan és un municipi francès situat al departament del Charente i a la regió de la Nova Aquitània. L'any 2007 tenia 1.038 habitants.

## Demografia

### Població
El 2007 la població de fet de Villefagnan era de 1.038 persones. Hi havia 488 famílies de les quals 184 eren unipersonals (84 homes vivint sols i 100 dones vivint soles), 148 parelles sense fills, 116 parelles amb fills i 40 famílies monoparentals amb fills.
La població ha evolucionat segons el següent gràfic:
Habitants censats

### Habitatges
El 2007 hi havia 578 habitatges, 490 eren l'habitatge principal de la família, 33 eren segones residències i 55 estaven desocupats. 475 eren cases i 44 eren apartaments. Dels 490 habitatges principals, 289 estaven ocupats pels seus propietaris, 184 estaven llogats i ocupats pels llogaters i 17 estaven cedits a títol gratuït; 67 tenien una cambra, 17 en tenien dues, 69 en tenien tres, 140 en tenien quatre i 197 en tenien cinc o més. 314 habitatges disposaven pel capbaix d'una plaça de pàrquing. A 215 habitatges hi havia un automòbil i a 155 n'hi havia dos o més.

### Piràmide de població
La piràmide de població per edats i sexe el 2009 era:
| Homes | Edats   | Dones |
| ----- | ------- | ----- |
| 4     | 95 o +  | 0     |
| 20    | 90 a 94 | 12    |
| 12    | 85 a 89 | 28    |
| 12    | 80 a 84 | 16    |
| 12    | 75 a 79 | 20    |
| 20    | 70 a 74 | 24    |
| 20    | 65 a 69 | 36    |
| 52    | 60 a 64 | 40    |
| 32    | 55 a 59 | 40    |
| 36    | 50 a 54 | 24    |
| 24    | 45 a 49 | 36    |
| 32    | 40 a 44 | 16    |
| 48    | 35 a 39 | 36    |
| 28    | 30 a 34 | 32    |
| 28    | 25 a 29 | 24    |
| 32    | 20 a 24 | 20    |
| 12    | 15 a 19 | 28    |
| 28    | 10 a 14 | 60    |
| 36    | 5 a 9   | 28    |
| 20    | 0 a 4   | 20    |

## Economia
El 2007 la població en edat de treballar era de 586 persones, 414 eren actives i 172 eren inactives. De les 414 persones actives 370 estaven ocupades (201 homes i 169 dones) i 44 estaven aturades (13 homes i 31 dones). De les 172 persones inactives 67 estaven jubilades, 45 estaven estudiant i 60 estaven classificades com a «altres inactius».

### Ingressos
El 2009 a Villefagnan hi havia 422 unitats fiscals que integraven 978,5 persones, la mediana anual d'ingressos fiscals per persona era de 14.421 €.

### Activitats econòmiques
Dels 63 establiments que hi havia el 2007, 2 eren d'empreses extractives, 3 d'empreses alimentàries, 3 d'empreses de fabricació d'altres productes industrials, 13 d'empreses de construcció, 12 d'empreses de comerç i reparació d'automòbils, 2 d'empreses de transport, 4 d'empreses d'hostatgeria i restauració, 2 d'empreses financeres, 4 d'empreses immobiliàries, 3 d'empreses de serveis, 10 d'entitats de l'administració pública i 5 d'empreses classificades com a «altres activitats de serveis».
Dels 24 establiments de servei als particulars que hi havia el 2009, 1 era una oficina d'administració d'Hisenda pública, 1 gendarmeria, 1 oficina de correu, 1 una oficina bancària, 1 taller de reparació d'automòbils i de material agrícola, 1 autoescola, 1 paleta, 1 guixaire pintor, 2 fusteries, 3 lampisteries, 2 electricistes, 3 empreses de construcció, 3 perruqueries, 2 restaurants i 1 agència immobiliària.
Dels 7 establiments comercials que hi havia el 2009, 2 eren botiges de menys de 120 m², 2 fleques, 1 una carnisseria, 1 una botiga de roba i 1 un drogueria.
L'any 2000 a Villefagnan hi havia 34 explotacions agrícoles que ocupaven un total de 1.638 hectàrees.

## Equipaments sanitaris i escolars
El 2009 hi havia 1 farmàcia i 1 ambulància.
El 2009 hi havia 1 escola maternal i 2 escoles elementals. Villefagnan disposava d'un col·legi d'educació secundària amb 180 alumnes.

## Poblacions més properes
El següent diagrama mostra les poblacions més properes.